# Vibrissina spinigera
Vibrissina spinigera är en tvåvingeart som först beskrevs av Townsend 1915.  Vibrissina spinigera ingår i släktet Vibrissina och familjen parasitflugor. Inga underarter finns listade i Catalogue of Life.